# قوة دفاع نيوزلندا
قوة دفاع نيوزلندا وهي القوات المسلحة الرسمية التي تحمي نيوزيلندا وتتألف من البحرية الملكية النيوزلندية ومن جيش نيوزلندا ومن قوة الجو النيوزلندية الملكية والرئيس النيوزلندي هو القائد العام للقوات المسلحة ويتواجد في الجيش النيوزلندي 8617 جندي وجندية شاركت القوات النيوزلندية مع المملكة المتحدة في الحرب العالمية الثانية.